# Ctenoplon x-littera
Ctenoplon x-littera är en skalbaggsart som först beskrevs av Thomson 1865.  Ctenoplon x-littera ingår i släktet Ctenoplon och familjen långhorningar.
Artens utbredningsområde är Paraguay. Inga underarter finns listade i Catalogue of Life.